# Ibestad
Ibestad ist eine Kommune im norwegischen Fylke Troms. Die Kommune hat 1301 Einwohner (Stand: 1. Januar 2025). Verwaltungssitz ist die Ortschaft Hamnvik.

## Geografie
Die Kommune besteht aus den zwei bewohnten, gebirgigen und zerklüfteten Inseln Rolla und Andørja, die seit 2000 durch den 3,4 km langen Ibestadtunnel miteinander verbunden sind. Der Tunnel verläuft von Hamnvik auf der Insel Rolla nach Sørvika an der Südspitze von Andørja. Im Nordosten von Andørja ist die Gemeinde durch die Mjøsundbrua mit dem Festland verbunden. Des Weiteren gehören einige kleinere und unbewohnte Inseln zum Gebiet der Gemeinde.
Auf der südlicheren Insel Rolla befinden sich mit dem Skipsvatnet und dem Sandvatnet zwei Seen, die parallel zueinander in Nord-Süd-Richtung gedehnt zwischen den beiden Erhebungen Lesselitinden und Drangen liegen. Die Insel Andørja umschließt den Fjordarm Straumbotn, um die Bucht herum erstrecken sich mehrere Erhebungen. Die höchste Erhebung der gesamten Gemeinde ist die Langlidtinden im Nordosten von Andørja mit einer Höhe von 1275,9 moh.
Die Bewohner sind auf den Küstenbereich der beiden Inseln konzentriert, die Einwohnerzahlen sind seit Jahrzehnten rückläufig. Die Einwohner der Gemeinde werden Ibestadværing genannt. Offizielle Schriftsprache ist Bokmål, also die weiter verbreitete der beiden norwegischen Sprachformen.

## Geschichte
Die Kommune Ibestad wurde nach der Einführung der kommunalen Selbstverwaltung im Jahr 1837 gegründet, damals umfasste sie jedoch weit größere Gebiete und reichte bis an die schwedische Grenze. Heute ist die Region in die Gemeinden Ibestad, Gratangen, Lavangen, Salangen, Bardu und Tjeldsund unterteilt. Zwischenzeitlich bestand die Gemeinde nur noch aus einem Teilgebiet der Insel Rolla, im Jahr 1964 wurde allerdings der restliche Teil sowie die Insel Andørja erneut nach Ibestad eingegliedert.

## Wirtschaft
Zu den wichtigsten Wirtschaftszweige der Kommune gehören die Fischerei und die Landwirtschaft. Die in der Gemeinde gemeldeten Fischerboote werden sowohl in näher gelegenen Gewässern als auch weiter entfernt eingesetzt. In Ibestad werden mehrere Fischzuchtstationen betrieben. Im Jahr 2019 arbeiteten von 596 Menschen 468 in Ibestad selbst, ein kleinerer Anteil war in umliegenden Kommunen wie Harstad und Tromsø angestellt.

## Name
Der Name der Gemeinde setzt sich aus den beiden Bestandteilen „Ivar“ und „stad“ zusammen, erster steht dabei für den Männernamen Ivar.